# 前399年
| 千纪： | 前1千纪 |
| 世纪： | 前5世纪 \| 前4世纪 \| 前3世纪 |
| 年代： | 前420年代 \| 前410年代 \| 前400年代 \| 前390年代 \| 前380年代 \| 前370年代 \| 前360年代                                                                                       |
| 年份： | 前404年 \| 前403年 \| 前402年 \| 前401年 \| 前400年 \| 前399年 \| 前398年 \| 前397年 \| 前396年 \| 前395年 \| 前394年                                                         |
| 纪年： | 周安王三年 魯穆公十七年 齊康公六年 晉烈公十七年 趙武侯元年 魏文侯二十六年 韓烈侯元年 秦惠公元年 楚悼王三年 宋悼公五年 衛慎公十六年 鄭繻公二十四年 燕後簡公十六年 越王翳十二年 |

## 大事記
- 周王子定奔晉
- 虢山崩，黃河壅塞。
- 色诺芬长征回到希腊后，投靠斯巴达。为斯巴达国王阿格西莱二世（Agesilaus）效力。
- 色诺芬的老师苏格拉底在雅典被处死，雅典政府也对色诺芬宣布了放逐令。

## 逝世
- 蘇格拉底，古希臘哲學家。